# Kayak-polo
Le kayak-polo (appelé canoe-polo dans certains pays, notamment les pays anglophones) est un sport collectif où deux équipes de cinq joueurs, chacun dans un kayak, s'affrontent avec un ballon sur un plan d'eau rectangulaire pendant deux mi-temps de dix minutes. L'équipe gagnante est celle qui a inscrit le plus grand nombre de buts.

## Présentation

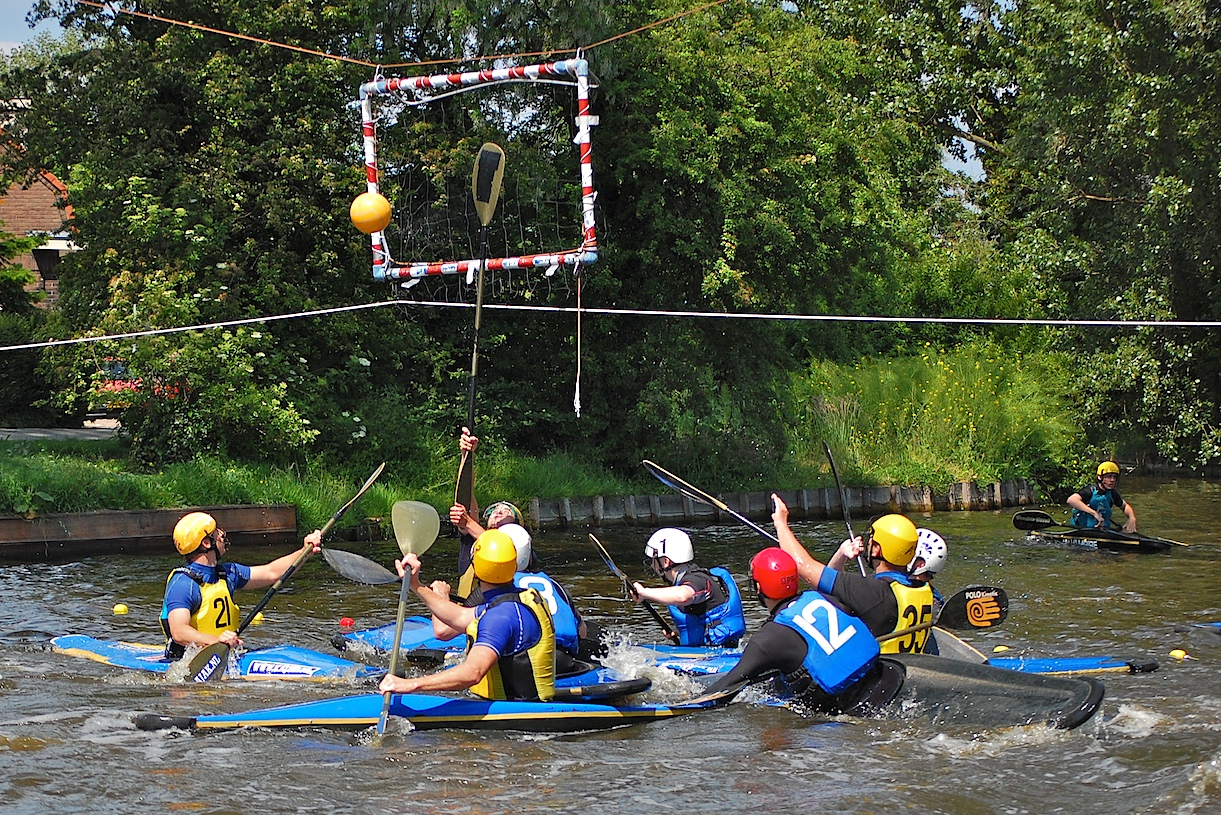
Kayak-polo

Le kayak-polo est pratiqué dans de nombreux pays sur tous les continents, en loisirs et en compétition. Des championnats du monde sont organisés tous les deux ans par la Fédération internationale de canoë.
Ce sport est souvent décrit comme un mélange de kayak, de handball, basket-ball et de water-polo. La tactique et la lecture du jeu ressemblent au handball, basket-ball et au water-polo, mais à cela est rajouté la complexité des bateaux, en termes de positionnement pour tirer, de propulsion, et de protection de la balle. 
Sport peu connu, il y a très peu de professionnels à pratiquer cette discipline.

## Histoire

### Genèse du kayak-polo
- 1880 : premières traces de l'existence d'un jeu ressemblant au Kayak-polo en Écosse
- 1929 : premières manifestations de ce type en France sous le nom de Kayak-balle (l'essor ne se faisant que fin des années 1970)
- 1970 : Premier championnat national en Angleterre
- 1983 : Premières compétitions nationales en France
- 1985 : Premier championnat national en France

### Kayak-polo international
- 1987 : Mise au point de règles internationales
- 1990 : la France met en place une équipe nationale

## Règlement

### Principes du jeu

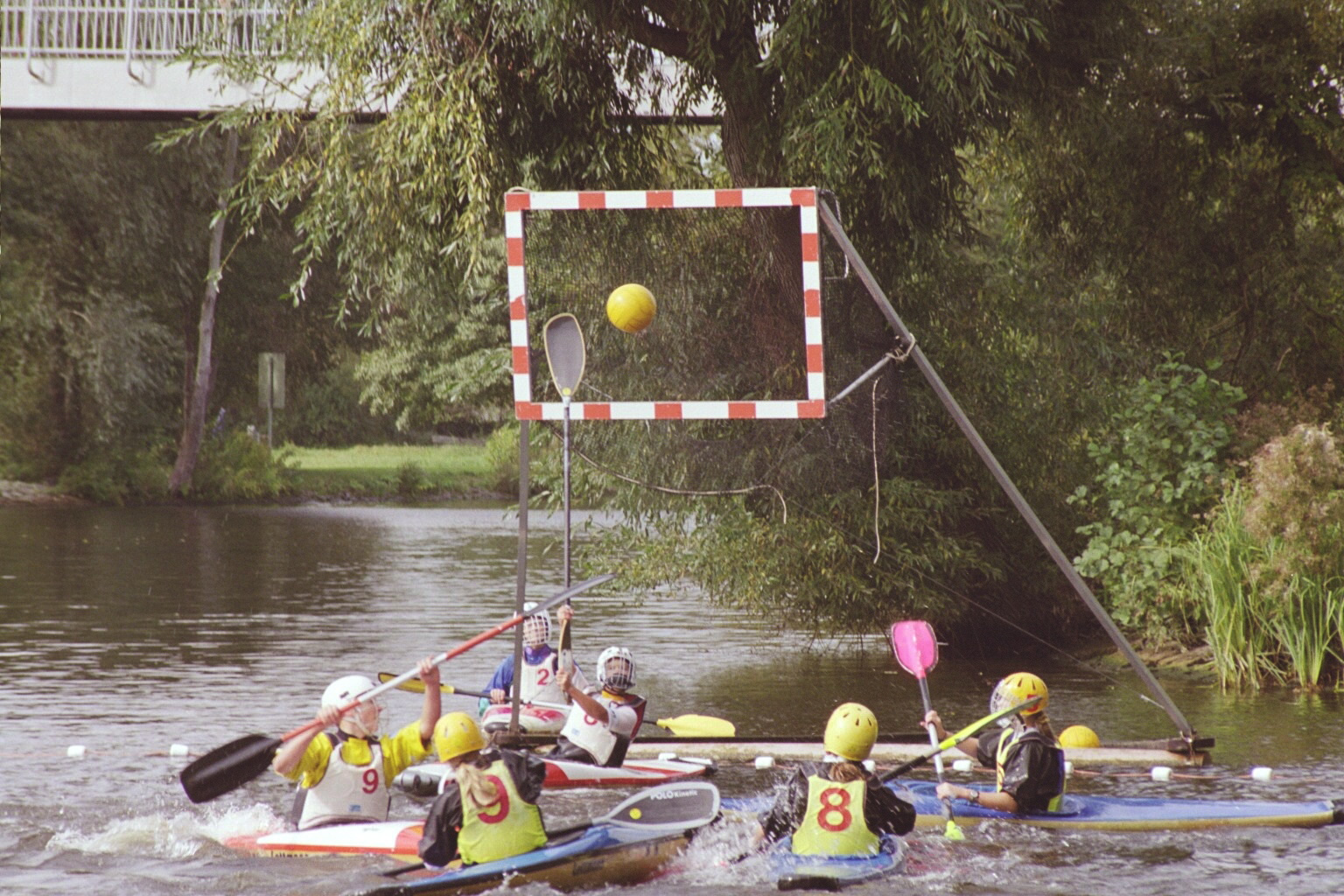
Une attaquante (en gilet jaune) a passé la défense adverse (en blanc) et vient de tirer au but. La gardienne de but a tenté d'empêcher la balle d'entrer dans le but avec sa pagaie, mais n'était pas correctement placée, elle échoue.

Les joueurs se passent la balle à la main ou à la pagaie. Un joueur en possession de la balle peut être contré par un adversaire grâce à la main ou à la pagaie de ce dernier ou bien être déstabilisé en étant poussé, sur l'épaule et d'une seule main. Un joueur n'a pas le droit de conserver la balle plus de cinq secondes. Il peut dribbler en lançant la balle hors de sa portée, devant ou latéralement, pagayer puis récupérer la balle à nouveau.
Les remplacements de joueurs peuvent être effectués à tout moment pendant le jeu, sans avertir l'arbitre. Le joueur qui sort du terrain doit traverser entièrement sa ligne de but, avant qu'un autre joueur ait le droit d'y rentrer.
Un match dure 20 minutes, décomposées en deux mi-temps de 10 minutes. Les équipes changent de côté à la mi-temps. À chaque début de mi-temps, les cinq joueurs des deux équipes doivent s'aligner sur leur ligne de but, la balle est lancée au milieu du terrain par l'arbitre, et un joueur de chaque équipe se lance dans un sprint pour récupérer la balle en premier.
La plupart des règles concernent la sécurité des joueurs. Il existe trois types de sanctions, représentées par des cartons verts, jaunes, et rouges. Le carton vert signifie un avertissement; le carton jaune signifie une exclusion temporaire de 2 minutes; le carton rouge signifie exclusion pour le reste du match et le match suivant.

### Arbitres
L'arbitrage se compose de deux arbitres, un de chaque côté à l'extérieur du terrain. Chacun se déplace le long de la ligne de touche, à pied de préférence, en bateau quand il n'y a pas le choix. Les arbitres sont secondés par deux juges de ligne, placés le long des lignes de but et ayant pour mission de signaler les corners, sorties de but ainsi que les touches si nécessaire. À la table de marque, un marqueur tient à jour la feuille de match, et le chronométreur contrôle le temps de jeu et les temps d'exclusion.
Le chronomètre est stoppé à chaque but ou lorsque l'arbitre signale un temps mort, jusqu'à la remise en jeu annoncée par l'arbitre (coup de sifflet). Il n'y a pas de prolongations ni de temps additionnel.

### Terrain de jeu
Le kayak-polo se joue à l'intérieur dans une piscine, ou à l'extérieur sur une eau calme (un lac ou une rivière avec peu de courant). Le terrain doit mesurer, dans l'idéal, 35 mètres par 23 mètres. Les bords du terrain sont délimités par des cordes flottantes.

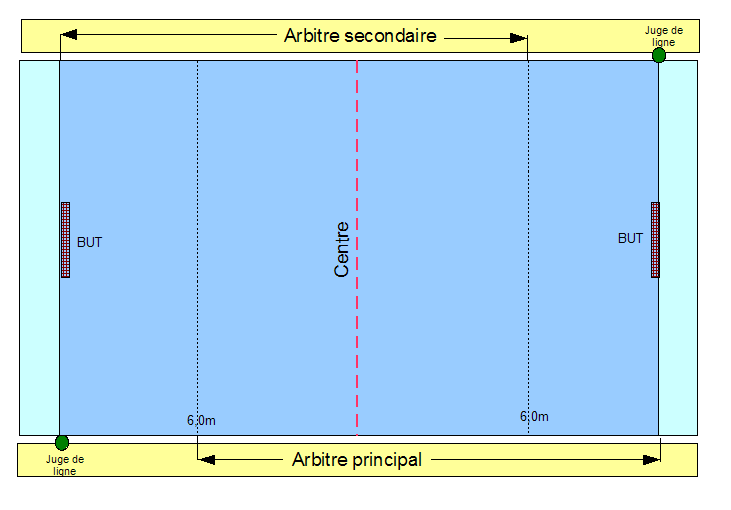
Le terrain de kayak-polo

Un but (de 1x1.5 mètre) est un cadre avec un filet, suspendu à deux mètres au-dessus de l'eau. Un joueur, en qualité de gardien, défend le but avec sa pagaie levée verticalement. Des règles spéciales concernent le gardien de but, comme le fait que l'équipe attaquant n'a pas le droit de toucher le gardien. La longueur des pagaies utilisées par les gardiens de but sont souvent plus longues que celles utilisées par les autres joueurs.

### Matériel et équipement

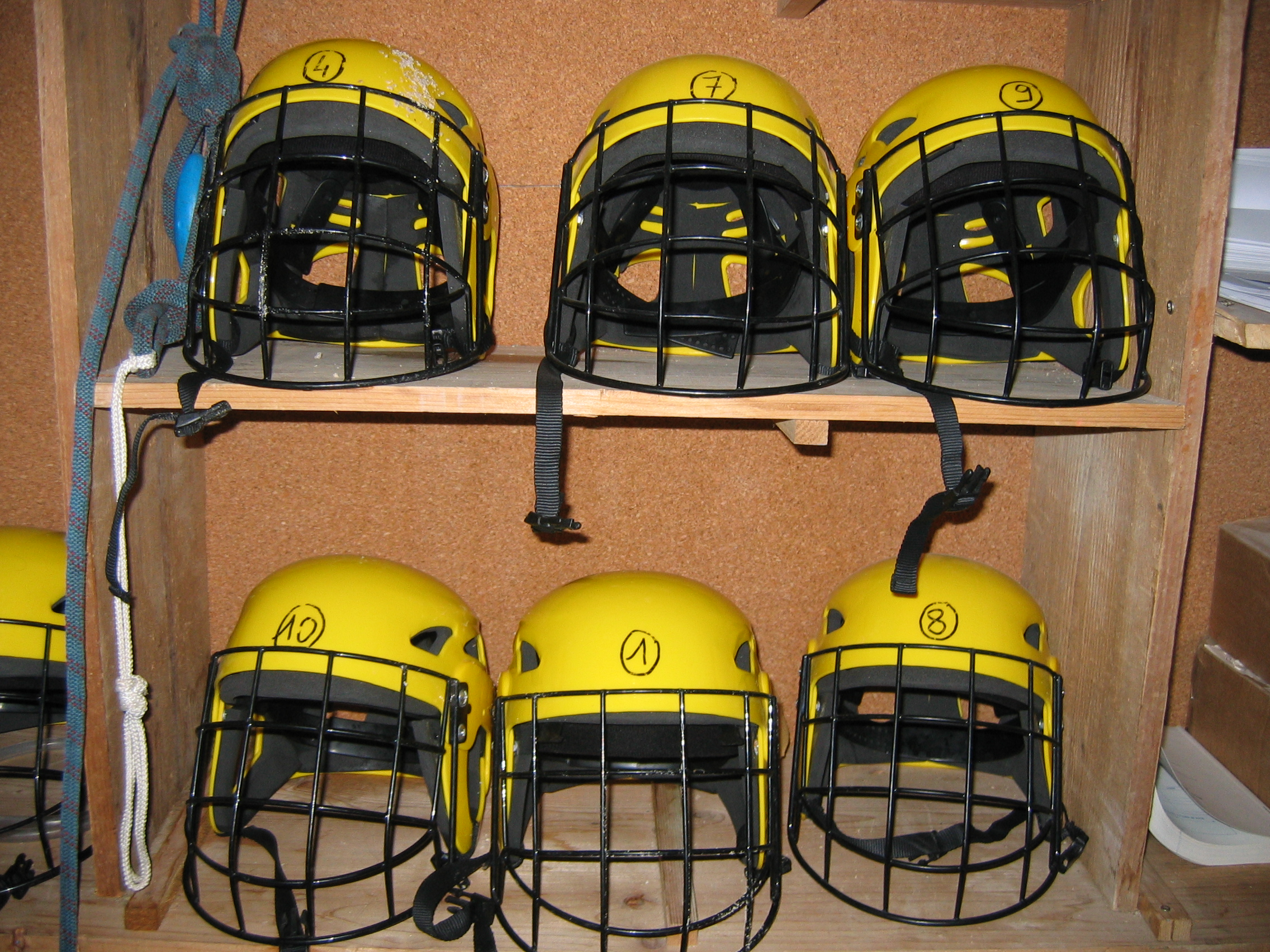
Casques de kayak-polo

Les joueurs portent des gilets de protection et un casque avec grille de protection, semblable au casque de hockey sur glace. Les pagaies de kayak-polo sont légèrement plus robustes que les pagaies ordinaires, et sont composées de matériaux composites comme la fibre de carbone ou de kevlar. Pour des raisons de sécurité, l'épaisseur des pales des pagaies doit être d'au moins 5 millimètres pour qu'elles ne soient pas tranchantes. La balle est la même qu'en water-polo.
Quant aux embarcations utilisées pour la pratique, elles sont plus courtes pour une plus grande maniabilité (l’arrière, plat, doit permettre de faire demi-tour en très peu de temps). Leurs pointes sont arrondies et rembourrées (à l'avant comme à l'arrière) pour éviter les blessures à la suite de chocs. Les kayaks sont également assez plats afin de faciliter l'enfournement (action qui consiste à passer sous le kayak de l'adversaire).

## Les joueurs et le jeu

### Évolutions tactiques

Défense en zone 1-3-1. Le joueur devant protège principalement la zone située en face de son but.

Comme dans tous les sports collectifs, il existe différentes tactiques de jeu, en attaque comme en défense.
Les principales défenses sont :
- la défense en zone
- la défense individuelle
- la défense mixte, combinaison d'une défense de zone et individuelle

La défense en zone se décline en trois principales positions :
- défense en 4-1, dite aussi « à plat » ou « en piston » (un gardien, et quatre défenseurs en ligne)
- défense en 1-3-1 (un gardien, 3 défenseurs, et un joueur devant)
- défense en 2-2-1 (un gardien, et deux lignes défensives de deux joueurs)

La défense mixte permet d'allier les avantages de la défense en zone et de la défense individuelle. Elle consiste généralement à effectuer une défense en zone, tout en appliquant une défense individuelle sur le ou les joueurs adverses les plus dangereux.
En attaque, le principe de base est le décalage. Il consiste, pour un attaquant, à attirer un ou plusieurs défenseurs adversaires sur lui, permettant ainsi le déplacement de la défense adverse et la création d'un espace dans lequel pourra s'engouffrer un autre attaquant. Outre le décalage, les joueurs de kayak-polo utilisent les techniques de bloc (simple ou double), de relai, et de pivot.

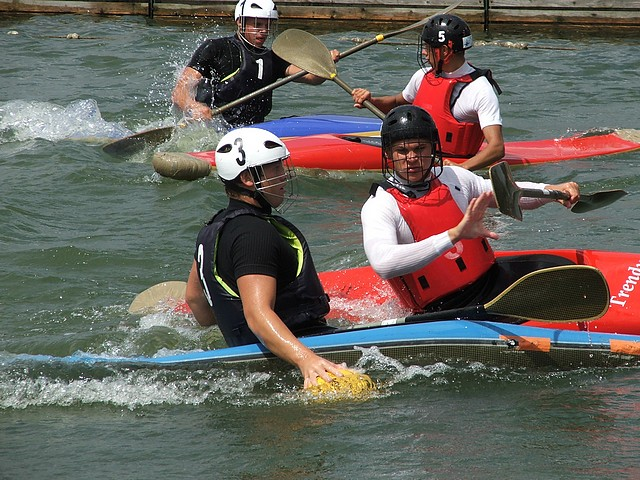
Le joueur en noir protège le ballon en le plaçant du côté opposé à son adversaire (gilet rouge), ce qui lui permet aussi d'éviter d'être mis en échec.

Le principe de la mise en échec est aussi pratique courante dans cette discipline sportive. Cela consiste à pousser l'adversaire, afin qu'il soit déstabilisé, ou, mieux, qu'il se renverse. La mise en échec offre ainsi la possibilité de jouer en supériorité numérique pendant au moins quelques instants. La règle pour pousser l'adversaire est stricte : d'une seule main, uniquement appliquée sur l'épaule, et s'il n'y a pas d'obstacle de l'autre côté de l'adversaire.

### Postes
Les postes des joueurs de kayak-polo sont les suivants :
- le gardien de but
- le meneur
- l'ailier, principalement utilisé en défense
- le pivot, principalement utilisé en attaque

D'autres termes sont utilisés pour décrire certains postes, comme le chasseur, le chien, la bouée, sans pour autant que ces termes soient communément admis.
Outre ces postes dans le jeu, il existe aussi d'autres titres :
- le capitaine d'équipe
- l'entraîneur d'équipe
- l'arbitre principal et l'arbitre secondaire, chacun positionné de chaque côté du terrain
- les deux juges de ligne, positionnés sur les lignes de but
- le secrétaire et le chronométreur, tenant la table de marque (en France, on l'appelle "officiel de table de marque")
- le responsable du championnat (en France, on l'appelle le délégué fédéral)
- le responsable de l'organisation (en France, on l'appelle le R1)

## Compétitions

### Compétitions de club

#### Compétitions nationales
Dans la plupart des pays où le kayak-polo est pratiqué, il existe deux compétitions officielles (championnat, coupe, ou ligue) : l'une d'elles est une compétition divisée en plusieurs niveaux et se déroulant sur plusieurs journées en matchs aller et retour, l'autre multi-niveaux et se déroulant en tournoi.
En Allemagne, il existe deux compétitions officielles :
- La ligue fédérale,
- Le championnat d'Allemagne.

En Espagne, il existe  deux compétitions officielles :
- la ligue nationale, composée de quatre tournois par division. Dans cette ligue nationale, il y a actuellement trois divisions senior homme, une division senior femme et une division homme âgés de moins de 21 ans.
- Le championnat d'Espagne, consistant en un unique tournoi pour les catégories senior masculin, féminin et masculin moins de 21 ans.

En France, il existe  deux compétitions officielles, sous l'égide de la Fédération française de canoë-kayak :
- Les championnats, se déroulant sur plusieurs journées dans l'année, où les équipes rencontrent deux fois chaque autre équipe.
- La coupe de France, se déroulant en deux ou trois phases : un ou deux tours sélectifs, et la finale.

En Italie, il existe deux compétitions officielles :
- Le championnat d'Italie,
- La coupe d'Italie.

En Suède, il existe deux compétitions officielles :
- Le championnat de Suède,
- La coupe de Suède.

#### Compétitions internationales
Créée en 2000, la coupe d'Europe des clubs est une compétition annuelle de kayak-polo réunissant les meilleures équipes de club d'Europe.

### Compétitions d'équipes nationales

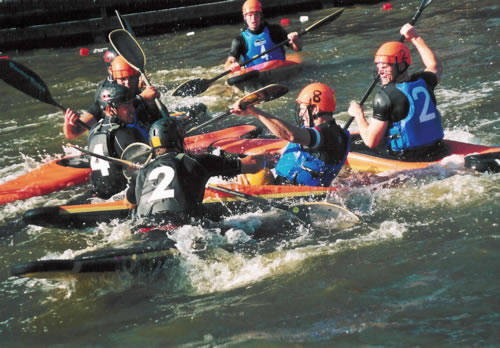
Les Pays-Bas contre l'Allemagne aux championnats d'Europe 2003 en Irlande

Le championnat d'Europe de kayak-polo est une compétition de kayak-polo, sous l'égide de la European Canoe Association (ECA), qui rassemble les équipes nationales des pays européens. Jusqu'ici, 20 pays européens ont été représentés pour les séniors hommes, et 17 pays européens pour les séniors femmes. Depuis 1994, le championnat d'Europe a lieu tous les deux ans, les années impaires, en alternance avec le championnat du monde de kayak-polo, qui se déroule les années paires.
Le championnat du monde de kayak-polo est une compétition de kayak-polo, sous l'égide de la Fédération internationale de canoë (FIC), qui rassemble les équipes nationales des pays des cinq continents. Jusqu'ici, 33 pays ont été représentés pour les séniors hommes, et 26 pays pour les séniors femmes. Depuis 1994, le championnat du monde a lieu tous les deux ans, les années paires, en alternance avec le championnat d'Europe de kayak-polo, qui se déroule les années impaires.
Depuis que ces deux compétitions existent, seules quelques équipes nationales ont su se distinguer aux plus hauts niveau.
Les nations suivantes ont déjà remporté une médaille aux championnats d'Europe, en senior ou espoir, hommes ou femmes [Quand ?] :
- Allemagne (24 médailles dont 11 médailles d'or)
- France (22 médailles dont 7 médailles d'or)
- Grande-Bretagne (21 médailles dont 7 médailles d'or)
- Pays-Bas (11 médailles dont 2 médailles d'or)
- Italie (4 médailles dont 1 médaille d'or)
- Pologne (4 médailles)
- Espagne (2 médailles dont 1 médaille d'or)
- Irlande (1 médaille)
- Belgique (1 médaille)

Les nations suivantes ont déjà remporté une médaille aux championnats du monde, en senior ou espoir, hommes ou femmes [Quand ?] :
- Allemagne (17 médailles dont 6 médailles d'or)
- Grande-Bretagne (15 médailles dont 7 médailles d'or)
- France (14 médailles dont 4 médailles d'or)
- Pays-Bas (8 médailles dont 2 médailles d'or)
- Italie (8 médailles)
- Australie (7 médailles dont 5 médailles d'or)
- Espagne (2 médailles dont 1 médaille d'or)
- Japon (2 médailles)
- Nouvelle-Zélande (1 médaille)
- Pologne (1 médaille)

### Autres compétitions importantes
Le kayak-polo est un des sports officiels des Jeux Mondiaux, organisés par l'Association Internationale des Jeux Mondiaux, dirigée par le Comité international olympique (CIO).
D'après la Fédération internationale de canoë, le kayak-polo intégrera les Jeux olympiques de la jeunesse, créés et organisés par le Comité international olympique, dès la première édition en 2010 à Singapour.